# Northiella
Northiella es un género de aves psitaciformes perteneciente a la familia Psittaculidae. Sus dos miembros son pericos del sur de Australia. Inicialmente era un género monotípico, pero su única especie, Northiella haematogaster, se escindió en dos. El nombre del género conmemora al ornitólogo australiano Alfred John North.

## Especies
El género contiene las siguientes dos especies:
- Northiella haematogaster - perico cariazul;
- Northiella narethae - perico de Naretha.